# Tora Torbergsdatter
Tora Torbergsdatter  (1025-1070) fue una reina consorte y madre de dos reyes de Noruega, fue la segunda esposa de Harald Hardråde, y madre de los reyes Olav Kyrre  y Magnus II de Noruega. También tendría vínculo con Svend II de Dinamarca y de esa relación nació un hijo ilegítimo, Knut Magnus Svendsson (m. 1051), que falleció joven durante una peregrinación a Roma.
Tora era hija de Torberg Arnesson de Giske y su esposa Ragnhild Erlingsdatter, nieta de Erling Skjalgsson. Según Adán de Bremen, la madre del rey Olav Kyrre se volvió a casar con el rey Svend II de Dinamarca o con un rey sueco anónimo (posiblemente el rey Haakon de Suecia) como viuda, pero esto no está confirmado con ninguna fuente histórica.